# Liga Premier de Botsuana
La Liga Premier Botsuanesa también conocida como BeMobile Premier League por razones de patrocinio, es la máxima categoría del fútbol en Botsuana, es organizada por la Asociación de Fútbol de Botsuana y pertenece a la Confederación Africana de Fútbol.
El equipo campeón obtiene la clasificación a la Liga de Campeones de la CAF.

## Historia
La primera edición se disputó en el año 1966 con el nombre de MLO Cup. En ella participaron equipos como el Tlokweng Pirates FC, Notwane FC, Black Peril FC, Queens Park Rangers y un equipo del distrito de Ngwaketse. La competición ha estado, históricamente, dominada por los equipos del sur de país, hasta la temporada 2006/07 en la que el  	ECCO City Greens SC se convirtió en el primer equipo del norte en ganar la competición.

## Equipos 2022/23

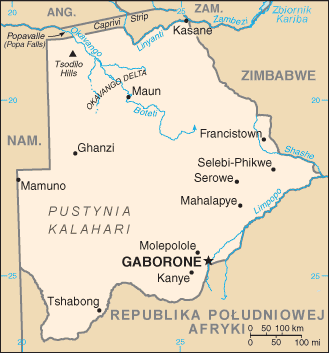
Botsuana.

| Club                      | Ciudad        |
| ------------------------- | ------------- |
| Botswana Defence Force XI | Gaborone      |
| Eleven Angels             | Francistown   |
| Extension Gunners         | Lobatse       |
| Gaborone United           | Gaborone      |
| Holy Ghost                | Gaborone      |
| Jwaneng Galaxy            | Jwaneng       |
| Masitaoka Majatlhaga      | Gaborone      |
| Mogoditshane Fighters     | Mogoditshane  |
| Morupule Wanderers        | Palapye       |
| Nico United               | Selebi-Phikwe |
| Orapa United              | Orapa         |
| Police XI                 | Otse          |
| Prisons XI                | Gaborone      |
| Security Systems          | Otse          |
| Sua Flamingoes            | Sowa          |
| Township Rollers          | Gaborone      |

## Palmarés
| Temporada | Campeón                   | Subcampeón                |
| --------- | ------------------------- | ------------------------- |
| 1967      | Gaborone United           |                           |
| 1968      | Desconocido               | Desconocido               |
| 1969      | Gaborone United           |                           |
| 1970      | Gaborone United           |                           |
| 1971-1977 | Desconocido               | Desconocido               |
| 1978      | Notwane FC                |                           |
| 1979      | Township Rollers          |                           |
| 1980      | Township Rollers          |                           |
| 1981      | Botswana Defence Force XI |                           |
| 1982      | Township Rollers          |                           |
| 1983      | Township Rollers          |                           |
| 1984      | Township Rollers          |                           |
| 1985      | Township Rollers          |                           |
| 1986      | Gaborone United           |                           |
| 1987      | Township Rollers          |                           |
| 1988      | Botswana Defence Force XI |                           |
| 1989      | Botswana Defence Force XI |                           |
| 1990      | Gaborone United           | Mochudi Centre Chiefs     |
| 1991      | Botswana Defence Force XI |                           |
| 1992      | Extension Gunners         | TAFIC FC                  |
| 1993      | Extension Gunners         | Gaborone United           |
| 1994      | Extension Gunners         | Township Rollers          |
| 1995      | Township Rollers          | Extension Gunners         |
| 1996      | Notwane FC                | Mochudi Centre Chiefs     |
| 1997      | Botswana Defence Force XI | Gaborone United           |
| 1998      | Notwane FC                | Botswana Defence Force XI |
| 1999      | Mogoditshane Fighters     | Botswana Defence Force XI |
| 2000      | Mogoditshane Fighters     | Mochudi Centre Chiefs     |
| 2001      | Mogoditshane Fighters     | Botswana Defence Force XI |
| 2002      | Botswana Defence Force XI | Mogoditshane Fighters     |
| 2003      | Mogoditshane Fighters     | Police XI                 |
| 2004      | Botswana Defence Force XI | Police XI                 |
| 2005      | Township Rollers          | Police XI                 |
| 2006      | Police XI                 | Botswana Defence Force XI |
| 2006–07   | ECCO City Green           | Mochudi Centre Chiefs     |
| 2007–08   | Mochudi Centre Chiefs     | Gaborone United           |
| 2008–09   | Gaborone United           | Mochudi Centre Chiefs     |
| 2009–10   | Township Rollers          | Mochudi Centre Chiefs     |
| 2010–11   | Township Rollers          | Mochudi Centre Chiefs     |
| 2011–12   | Mochudi Centre Chiefs     | Botswana Meat Commission  |
| 2012–13   | Mochudi Centre Chiefs     | Nico United FC            |
| 2013–14   | Township Rollers          | Botswana Defence Force XI |
| 2014–15   | Mochudi Centre Chiefs     | Orapa United              |
| 2015–16   | Township Rollers          | Mochudi Centre Chiefs     |
| 2016–17   | Township Rollers          | Jwaneng Galaxy            |
| 2017–18   | Township Rollers          | Jwaneng Galaxy            |
| 2018–19   | Township Rollers          | Jwaneng Galaxy            |
| 2019–20   | Jwaneng Galaxy            | Township Rollers          |
| 2020–21   | No disputado              | No disputado              |
| 2021–22   | Gaborone United           | Township Rollers          |
| 2022–23   | Jwaneng Galaxy            | Gaborone United           |
| 2023–24   | Jwaneng Galaxy            | Township Rollers          |
| 2024–25   | Gaborone United           | TAFIC FC                  |

## Títulos por club
| Club                      | Ciudad      | Campeón | Años campeón                                                                                   |
| ------------------------- | ----------- | ------- | ---------------------------------------------------------------------------------------------- |
| Township Rollers          | Gaborone    | 16      | 1979, 1980, 1982, 1983, 1984, 1985, 1987, 1995, 2005, 2010, 2011, 2014, 2016, 2017, 2018, 2019 |
| Gaborone United           | Gaborone    | 8       | 1967, 1969, 1970, 1986, 1990, 2009, 2022, 2025                                                 |
| Botswana Defence Force XI | Gaborone    | 7       | 1981, 1988, 1989, 1991, 1997, 2002, 2004                                                       |
| Mochudi Centre Chiefs     | Mochudi     | 4       | 2008, 2012, 2013, 2015                                                                         |
| Mogoditshane Fighters     | Gaborone    | 4       | 1999, 2000, 2001, 2003                                                                         |
| Extension Gunners         | Lobatse     | 3       | 1992, 1993, 1994                                                                               |
| Notwane FC                | Gaborone    | 3       | 1978, 1996, 1998                                                                               |
| Jwaneng Galaxy            | Jwaneng     | 3       | 2020, 2023, 2024                                                                               |
| ECCO City Green           | Francistown | 1       | 2007                                                                                           |
| Botswana Police XI        | Otse        | 1       | 2006                                                                                           |

## Máximos goleadores
| Año     | Jugador                              | Club                              | Goles        |
| ------- | ------------------------------------ | --------------------------------- | ------------ |
| 2005–06 | Malepa Bolelang                      | ECCO City Greens                  | 24           |
| 2006–07 | Pontsho Moloi                        | Mochudi Centre Chiefs             | 22           |
| 2007–08 | Master Masitara Jerome Ramatlhakwane | Nico United Mochudi Centre Chiefs | 18           |
| 2008–09 | Master Masitara                      | Nico United                       | 27           |
| 2009–10 | Terrence Mandaza                     | Township Rollers                  | 31           |
| 2011–12 | Pontsho Moloi                        | Mochudi Centre Chiefs             |              |
| 2012–13 | Pontsho Moloi                        | Mochudi Centre Chiefs             |              |
| 2013–14 | Patrick Kaunda                       | FC Satmos                         | 20           |
| 2014–15 | Lemponye Tshireletso                 | Mochudi Centre Chiefs             | 15           |
| 2015–16 | Tendai Nyamadzawo                    | Gilport Lions                     | 19           |
| 2016–17 | Terrence Mandaza                     | Township Rollers                  | 17           |
| 2017–18 | Thatayaone Kgamanyane                | Gaborone United                   | 20           |
| 2018–19 | Thero Setsile                        | Jwaneng Galaxy                    | 18           |
| 2021–20 | Bandera de ?                         |                                   |              |
| 2020–21 | No disputado                         | No disputado                      | No disputado |
| 2021–22 | Thabang Sesinyi                      | Jwaneng Galaxy                    | 24           |
| 2022–23 | Omaatla Kebatho                      | Orapa United                      | 23           |
| 2023–24 | Thabang Sesinyi                      | Jwaneng Galaxy                    | 15           |
| 2024–25 | Thero Setsile                        | Jwaneng Galaxy                    | 13           |